# Острова Броунова
Острова́ Бро́унова — группа из трёх островов в архипелаге Земля Франца-Иосифа, Приморский район Архангельской области России.

## Расположение
Острова расположены в центральной части архипелага у побережья (на расстоянии менее 1 километра) острова Галля. В 8 километрах к северо-западу лежит остров Хейса.

## Описание
Острова Броунова расположены на расстоянии менее 800 метров друг от друга. Все три приблизительно одного размера и формы — узкие и вытянутые, длиной не более 500 метров. Существенных возвышенностей не имеют, большей частью покрыты льдом. Редкие каменистые россыпи.
Названы в честь Петра Броунова, русского метеоролога и агрометеоролога.